# Guido Island
Guido Island er en ø, der ligger omkring 2 km nordøst for Prioress Island i øgruppen Wauwermansøerne, i Wilhelm Archipelago, Antarktis. Øen er navngivet efter Carlos Guido Spano (1829-1918), som var en berømt argentinsk poet.